# Biserica „Sfânta Cuvioasă Paraschiva” din Leova
Biserica „Sf. Cuvioasă Paraschiva” este o biserică amplasată în Leova, Republica Moldova. Este un monument arhitectural de importanță națională inclus în Registrul monumentelor Republicii Moldova ocrotite de stat cu nr. 248 (raionul Leova). Datează din 1818.